# 劳拉·伊考涅采
劳拉·伊考涅采（结婚期间姓伊考涅采-阿德米季尼亚（Ikauniece-Admidiņa），1992年5月31日—）生于文茨皮尔斯，是一名拉脱维亚女子田径运动员，主攻七项全能。劳拉出身于体育世家，她的母亲维内塔（Vineta）曾是一名短跑选手，父亲艾瓦尔斯（Aivars）曾是一名短距离跨栏选手，外祖父埃里克斯·普卢克斯纳（Ēriks Plūksna）也曾从事过跳远和铁饼运动。她母亲的弟弟阿德里斯·普卢克斯纳曾是一名参加过两届冬奥的雪车选手。
劳拉于2014年7月和另一名田径选手罗兰达斯·阿德米季尼什（Rolandas Admidiņš）结婚，两人于2019年离婚。